# Найкращий маленький бордель в Техасі
«Найкра́щий мале́нький борде́ль в Теха́сі» (англ. The Best Little Whorehouse in Texas) — мюзикл за книгою техаських авторів Ларі Л.Кінга і Пітера Мастерсона, автор музики і слів — Керол Гол. П'єсу засновано на оповіданні Кінга, джерелом якого були реальні події на Ранчо Курочок в м. Ла-Грейндж в Техасі.

## Історія
Режисерами першої бродвейської вистави були Пітер Мастерсон і Томі Т'юн, хореографами — Т'юн і Томі Волш. Прем'єра відбулася 19 червня 1978 р. в Театрі на 46 стріт, загалом пройшло 1584 вистав. На прем'єрі грали Карлін Глінн, Гендерсон Форсайт, Джоан Еліс, Делорес Гол і Памела Блер. Замість Глінн пізніше грала Фенні Флегг, під час турне її замінила Аніта Моріс. Алексіс Сміт грала ролю Міс Мони в трупі, яка залізницею гастролювала по великих містах більш ніж рік, закінчивши семимісячними виставами в Льос-Анджелесі.
1982 року Глінн і Гол поновили вистави, про що писали як про «виконання обіцянки». Після 9 прев'ю прем'єра відбулася 31 травня в Театрі Юджина О'Ніла, всього пройшло 63 вистави. 1994 року на Бродвеї поставлено сіквел Найкращий маленький бордель йде в народ, але він не мав успіху.
Пісню Егі було виконано під час присудження Тоні Евордз, але зі значно зміненими цензурою словами і хореографією.
14 лютого 2001 розпочалося національне турне по США, в якій ролю Міс Мони грала шведсько-американська акторка Енн-Маргрет.

## Короткий опис
На кінець 1970-х бордель більш ніж століття працює неподалік видуманого міста Гілберт. Ним керує Міс Мона Стенглі. Вона піклувалася про свої дівчат, а також підтримувала гарні стосунки з місцевим шерифом Едом Ерлом Тодом. Після того як телевізійний репортер-моралізатор Мелвін П. Торп (його прообразом був журналіст г'юстонського каналу KTRK-TV Марвін Г. Зіндлер добився заборони проституції у штаті, заклад було закрито.

## Список пісень
| Дія перша - Пролог - 20 прихильників - A Lil' Ole Bitty Pissant Country Place - Дівчино, ти жінка - Тема сторожового пса - В Техасі є бордель - Двадцять чотири години кохання - Тема сторожового пса (реприза) - В Техасі є бордель (реприза) - Доутсі Мей - Анжелетта Марш - Пісня Егі | Дія друга - Крок убік - Без брехні - Добра стара дівчина - Різдво з важкою свічкою - Автобус з Амарильйо - Фінал |

## Екранізація
- 1982 — Найкращий маленький бордель в Техасі (англ. The Best Little Whorehouse in Texas), американський фільм, реж. Колін Гіггінс, у головних ролях Берт Рейнольдс і Доллі Партон.

## Зовнішні посилання
- Найкращий маленький бордель у Техасі (THE BEST LITTLE WHOREHOUSE IN TEXAS) на vj.net.ua